# Стелла (ТВ серија)
 (срп. Стела) је хрватска ТВ серија снимана 2013.

## Синопсис
Јасмина Кларић је скромна и пожртвована девојка, прекрасног гласа и неоспорног музичког талента. Живот јој је обележила страшна породична трагедија која ју је учинила зрелијом и одговорнијом од својих вршњака. Због бриге за породицу оставила је по страни снове и жеље да се бави музиком, па су њене музичке изведбе резервиране још само за црквени збор у којем повремено пева, и у ретким тренуцима одмора од посла и бриге за родитеље. Помирена са судбином, ни не размишља о професионалном ангажману, све док јој мајка у тешком стању не заврши у болници. Када сазна да јој је једина нада скупа операција, Јасмина се одлучује за драстичан потез – пријављује се за учествовање у новом музичком такмичењу „Стела“, који победнику осигурава богату новчану награду. Вођена племенитим побудама, Јасмина није свесна да јој сам талент неће бити довољан за победу. У такмичењу је чека велика конкуренција, а предводи је фавориткиња Лана. Лана је амбициозна и јако талентована. Од малих ногу бави се балетом, плесом и певањем. Њен једини циљ су успех и слава које види као једини пут до мајчине љубави. Њена мајка је бивша балерина, строга, вођена дисциплином и амбицијом. Чланица је жирија Стеле, у том послу води се својим плановима и скривеним мотивима. А није једина… Продуцент Гавран главни је члан жирија, на први поглед делују као врхунски професионалци, али њихове мрачне тајне, лични интереси и скривене амбиције ускоро ће променити смер такмичења, али и њихове животе. Певачица Кика и редитељ Орсат такође су део жирија, али они подстичу такмичаре да на подијуму дају свој максимум.

## Улоге
| Глумац           | Лик                           |
| ---------------- | ----------------------------- |
| Семента Рајхард  | Јасмина Кларић                |
| Ванда Винтер     | Лана Белас                    |
| Бојана Грегорић  | Ела Ловрентијев               |
| Небојша Глоговац | Лукас Гавран                  |
| Стјепан Перић    | Орсат Бошковић                |
| Петра Дуганџић   | Катарина Кика Карузо Бошковић |
| Иван Гловацки    | Кристијан Крижанић            |
| Младен Вулић     | Фрањо Кларић                  |
| Линда Бегоња     | Јагода Кларић                 |
| Мислав Чавајда   | Марио Браут                   |
| Амар Буквић      | Мартин                        |
| Мате Гулин       | дон Вито                      |
| Крунослав Шарић  | Човек на клупи                |